# Albert Andersson
Albert Per Andersson (Tomelilla, 25 april 1902 - Helsingborg, 5 maart 1977) was een Zweeds turner en atleet. 
Andersson won met de Zweedse turnploeg de gouden medaille in de landenwedstrijd Zweeds systeem in het Belgische Antwerpen tijdens de Olympische Zomerspelen 1920.
Andersson nam deel aan de Olympische Zomerspelen 1928 aan de atletiek en bleef op de 110 meter horden steken in de series en haalde op de tienkamp de achtste plaats.

## Resultaten

### Olympische Zomerspelen
| Jaar | Plaats    | Resultaten                           |
| ---- | --------- | ------------------------------------ |
| 1920 | Antwerpen | in de landenwedstrijd Zweeds systeem |
| 1928 | Amsterdam | 8e in de tienkamp series 110m horden |